# Braconella major
Braconella major är en stekelart som beskrevs av Szepligeti 1906. Braconella major ingår i släktet Braconella och familjen bracksteklar. Inga underarter finns listade.